# Celia Imrie
Pour les articles homonymes, voir Imrie.
Celia Imrie est une actrice britannique, née le 15 juillet 1952 à Guildford dans le Surrey (Angleterre).

## Biographie
Celia Imrie est née le 15 juillet 1952 à Guildford dans le Surrey (Angleterre).

### Vie privée
De sa relation avec Benjamin Whitrow, elle a un fils, Angus Imrie, né en 1994,.

## Carrière
Elle joue le rôle de Una Alconbury dans les films Le Journal de Bridget Jones, Bridget Jones : L'Âge de raison, Bridget Jones Baby et Bridget Jones : Folle de lui.
En 2018, elle est présente dans Mamma Mia! Here We Go Again.

## Filmographie

### Cinéma

#### Longs métrages
- 1973 : Assassin (en) de Peter Crane : La secrétaire de Stacy
- 1974 : Flagellations (House of Whipcord) de Pete Walker : Barbara
- 1983 : La Dépravée (The Wicked Lady) de Michael Winner : La servante
- 1986 : Highlander de Russell Mulcahy : Kate MacLeod
- 1987 : Acorn Antiques de Marcus Mortimer et Geoff Posner : Babs
- 1992 : Blue Black Permanent de Margaret Tait : Barbara Thorburn
- 1994 : Frankenstein (Mary Shelley's Frankenstein) de Kenneth Branagh : Mme Moritz
- 1995 : Au beau milieu de l'hiver (In the Bleak Midwinter) de Kenneth Branagh : Fadge
- 1997 : Le Petit Monde des Borrowers (The Borrowers) de Peter Hewitt : Homily Clock
- 1998 : Hilary et Jackie (Hilary and Jackie) d'Anand Tucker : Iris Du Pré
- 1999 : Star Wars, épisode I : La Menace fantôme (Star Wars: Episode I – The Phantom Menace) de George Lucas : Une pilote de chasse Bravo 5
- 2001 : Le Journal de Bridget Jones (Bridget Jones’s Diary) de Sharon Maguire : Una Alconbury
- 2001 : Lucky Break de Peter Cattaneo : Amy Chamberlain
- 2001 : Revelation de Stuart Urban : Harriet Martel
- 2002 : Plein Gaz (Thunderpants) de Peter Hewitt : Miss Rapier
- 2002 : Heartlands de Damien O'Donnell : Sonja
- 2003 : Calendar Girls de Nigel Cole : Celia
- 2003 : Out of Bounds de Merlin Ward : Dr Imogen Reed
- 2004 : La Plus Belle Victoire (Wimbledon) de Richard Loncraine : Lydice Kenwood
- 2004 : Bridget Jones : L'Âge de raison (Bridget Jones: The Edge of Reason) de Beeban Kidron : Una Alconbury
- 2005 : Nanny McPhee de Kirk Jones : Mme Vavite
- 2005 : Imagine Me and You d'Ol Parker : Tessa
- 2005 : Wah-Wah de Richard E. Grant : Lady Riva Hardwick
- 2007 : St Trinian's : Pensionnat pour jeunes filles rebelles (St. Trinian's) d'Oliver Parker et Barnaby Thompson : Matron
- 2009 : St. Trinian's 2 (St. Trinian's 2: The Legend of Fritton's Gold) d'Oliver Parker et Barnaby Thompson : Matron
- 2010 : Vous allez rencontrer un bel et sombre inconnu (You Will Meet a Tall Dark Stranger) de Woody Allen : Enid Wicklow
- 2011 : Indian Palace (The Best Exotic Marigold Hotel) de John Madden : Madge Hardcastle
- 2011 : My Angel de Stephen Cookson : La bibliothécaire
- 2012 : Acts of Godfrey de Johnny Daukes : Helen McGann
- 2013 : Duo d'escrocs (The Love Punch) de Joel Hopkins : Penelope
- 2014 : Ce week-end-là... (What We Did On Our Holiday) est un film britannique écrit et réalisé par d'Andy Hamilton et Guy Jenkin : Agnes Chisolm
- 2014 : Nativity 3: Dude, Where's My Donkey ?! de Debbie Isitt : Mme Keen
- 2015 : Indian Palace : Suite royale de John Madden : Madge Hardcastle
- 2015 : Molly Moon et le Livre magique de l'hypnose (Molly Moon and the Incredible Book of Hypnotism) de Christopher N. Rowley : Edna
- 2016 : Absolutely Fabulous, le film (Absolutely Fabulous: The Movie) de Mandie Fletcher : Claudia Bing
- 2016 : Bridget Jones Baby de Sharon Maguire : Una Alconbury
- 2016 : Year by the Sea d'Alexander Janko : Erikson
- 2017 : A Cure for Life (A Cure for Wellness) de Gore Verbinski : Victoria Watkins
- 2017 : Le Grand Méchant Renard et autres contes... de Benjamin Renner et Patrick Imbert : La poule (voix anglaise)
- 2017 : Happy Family d'Holger Tappe : Cheyenne
- 2017 : Finding Your Feet de Richard Loncraine : Bif
- 2017 : Les Mauvais Esprits (Malevolent) d'Olaf de Fleur : Mme Green
- 2018 : Mamma Mia! Here We Go Again d'Ol Parker : La vice-chancelière
- 2018 : Nativity Rocks ! de Debbie Isitt : Mme Keen
- 2020 : Love Sarah d'Eliza Schroeder : Mimi
- 2022 : Notre Noël à la ferme (Christmas on Mistletoe Farm) de Debbie Isitt : Miss Womble
- 2023 : Love Again : un peu, beaucoup, passionnément (Love Again) de James C. Strouse : Gina Valentine
- 2023 : Sacrées Momies (Mummies) de Juan Jesús García Galocha : Mme Carnaby (voix)
- 2023 : L'effet veuf (Good Grief) de Dan Levy : Imelda
- 2025 : Bridget Jones : Folle de lui (Bridget Jones: Mad About the Boy) de Michael Morris : Una Alconbury
- 2025 : The Thursday Murder Club de Chris Columbus

#### Courts métrages
- 1998 : Hiccup de Phil Traill : Judy
- 2004 : Reuben Don't Take Your Love to Town de Dean Sullivan : Une femme
- 2008 : Player de Mary Nighy : Laetitia
- 2009 : Conversation Piece de Joe Tunmer : Jean
- 2009 : The Visit d'Amelia Hann : La mère
- 2010 : The Man Who Married Himself de Garrick L. Hamm : La mère
- 2011 : Lost Connection de James Keaton : La mère
- 2012 : Madame Ida de Lisa Forrell : Mme Olivier
- 2018 : One Evening in June de Matthew Stacey : Beth
- 2019 : One Day Notice de Bryce Marrero : Ruth Katzmann
- 2022 : Fifty-Four Days de Phoebe Torrance et Cat White : Gloria
- 2024 : Down, Down, Down de Lily Rose Thomas : Sylvia

### Télévision

#### Séries télévisées
- 1974 : Maîtres et Valets (Upstairs, Downstairs) : Jenny
- 1978 : BBC2 Play of the Week : La femme de ménage
- 1979 - 1980 : To the Manor Born : Polly
- 1980 : Shoestring : Sheila Johnson
- 1981 : The Nightmare Man : Fiona Patterson
- 1982 : Cloud Howe : Else Queen
- 1983 : Bergerac : Marianne Bellshade
- 1985 : Gems : Chrissy Thornton
- 1988 : Taggart : Helen Lomax
- 1988 : Blind Justice : Mme Welsh
- 1988 - 1989 : The New Statesman : Hilary
- 1989 : Storyboard : Sylvia
- 1989 : The Justice Game : Caroline Jarvis
- 1989 : Snakes and Ladders : L'infirmière
- 1990 : Oranges Are Not the Only Fruit : Miss Jewsbury
- 1990 / 1995 : Screen Two : Davina Wright / Mme Massis / Victoria Bridgewater
- 1991 : The Darling Buds of May : Corinne Perigo
- 1991 : Les règles de l'art (Lovejoy) : Lady Felicity Carey-Holden
- 1991 : 4 Play : Bunny Heckle
- 1991 : Stay Lucky : Julie Vernon
- 1991 : All Good Things : Rachel Bromley
- 1992 : Van der Valk : Marijke Dekker
- 1993 : Bonjour la Classe : Mme Botney
- 1993 : 24 Heures pour survivre (Screenplay) : Lady MacDonald
- 1993 - 1994 : The Riff Raff Element : Joanna Tundish
- 1994 : Véra va mourir (A Dark Adapted Eye) : Vera
- 1994 : Screen One : Claire
- 1995 : Casualty : Elizabeth Clayton
- 1995 : Class Act : Bella Darcy
- 1995 - 1996 : Black Hearts in Battersea : Duchesse de Battersea
- 1995 / 2001 : Absolutely Fabulous : Claudia Bing
- 1997 : The History of Tom Jones, a Foundling : Mme Miller
- 1997 : Wokenwell : June Bonney
- 1998 : Duck Patrol : Mme Calloway
- 1998 : Microsoap : Miss Cottingham
- 1998 - 2000 : Dinnerladies : Philippa
- 1999 : Wetty Hainthropp Investigates : La gérante de la boîte de nuit
- 1999 : Hilltop Hospital : Sally Surgeon
- 2000 : Inspecteurs associés (Dalziel and Pascoe) : Christina Chance
- 2000 : Gormenghast : Lady Gertrude
- 2001 : Inspecteur Barnaby (Midsomer Murders) : Louise August
- 2001 : Mon ami le fantôme (Randall & Hopkirk (deceased)) : Professeur McKern
- 2001 : Love in a Cold Climate : Tante Sadie
- 2001 : Baddiel's Syndrome : Ruth Proudhon
- 2002 : Sparkhouse : Kate Lawton
- 2002 : Daniel Deronda : Mme Meyrick
- 2002 : Docteur Jivago (Doctor Zhivago) : Anna Gromyko
- 2002 : Heartbeat : Sylvia Langley
- 2003 : Still Game : Mme Begg
- 2004 : Jonathan Creek : Thelma Bailey
- 2004 : Miss Marple (Agatha Christie's Marple) : Mme Joilet
- 2004 : Doc Martin : Susan Brading
- 2006 : Hercule Poirot (Agatha Christie's Poirot) : Tante Kathy Cloade
- 2006 : Where the Heart Is : Gaynor Whiteside
- 2007 : The Last Detective : Emily Coulter
- 2007 - 2008 : After You've Gone : Diana Neal
- 2007 - 2009 : Kingdom : Gloria Millington
- 2009 : Cranford : Lady Glenmire
- 2011 : The Bleak Old Shop of Stuff : Miss Christmasham
- 2012 : Titanic : Grace Rushton
- 2012 : Inspecteur Lewis (Lewis) : Michelle Marber
- 2013 : Doctor Who : Miss Kizlet
- 2013 : Coming Up : Helen
- 2013 : Love & Marriage : Rowan Holdaway
- 2014 : Our Zoo : Lady Daphne Goodwin
- 2014 : Blandings : Charlotte
- 2015 : Vicious : Lillian Haverfield-Wickham
- 2016 : Legends of Tomorrow (DC's Legends of Tomorrow) : Mary Xavier
- 2016 - 2022 : Better Things : Phyllis
- 2018 : Patrick Melrose : Kettle
- 2018 : Hangs Up : Maggie Pitt
- 2020 - 2021 : Keeping Faith : Rose Fairchild
- 2021 : Short Adam : Bethanie Brixton
- 2023 - 2024 : La Diplomate (The Diplomat) : Margaret Roylin

#### Téléfilms
- 1989 : Lune de sang (Murder on the Moon) de Michael Lindsay-Hogg : Patsy Diehl
- 1992 : Thacker de Richard Spence : Ann Hadon Smith
- 1993 : A Question of Guilt de Stuart Orme : Sissy Malton
- 1994 : The Return of the Native de Jack Gold : Susan Nunsuch
- 1996 : The Writing on the Wall de Peter Smith : Kirsty
- 1997 : Hospital ! de John Henderson : Sœur Muriel
- 1997 : Into the Blue de Jack Gold : Nadine Cunningham
- 1997 : Le Fantôme de Canterville (The Canterville Ghost) de  Crispin Reece : Lucy Otis
- 1997 : Mr. White Goes to Westminster de Guy Jenkin : Victoria Madison
- 1999 : A Christmas Carol de David Hugh Jones : Mme Bennett
- 2001 : Bob, Jim et l'affreux Mr Riorden (Station Jim) de John Roberts : Miss Frazier
- 2002 : The Gathering Storm de Richard Loncraine : Violet Pearman
- 2002 : A Is for Acid d'Harry Bradbeer : Rose Henderson
- 2003 : Le planificateur (The Planman) de John Strickland : Gail Forrester
- 2005 : Mr. Harvey Lights a Candle de Susanna White : Miss Davies
- 2010 : The Road to Coronation Street de Charles Sturridge : Doris Speed
- 2012 : Hacks de Guy Jenkin : Tabby
- 2018 : To Provide All People de Pip Broughton : Une patiente
- 2019 : Cinderella: After Ever After d'Elliot Hegarty : Mme Blackheart

## Voix françaises
En France, Celia Imrie a été doublée par plusieurs comédiennes. Si Frédérique Cantrel, Marie-Martine et Anne Canovas sont celles qui l'ont le plus doublé, ces dernières années, c'est Blanche Ravalec qui lui prête sa voix de manière récurrente.
En France
| - Frédérique Cantrel dans : - Au beau milieu de l'hiver - Gormenghast (mini-série) - Le Journal de Bridget Jones - Bridget Jones : L'Âge de raison - Bridget Jones Baby - Bridget Jones : Folle de lui - Marie-Martine dans : - Le Fantôme de Canterville (téléfilm) - St Trinian's : Pensionnat pour jeunes filles rebelles - St. Trinian's 2: The Legend of Fritton's Gold - Duo d'escrocs - Anne Canovas dans : - Calendar Girls - Indian Palace - Indian Palace : Suite royale - A Cure for Life | - Blanche Ravalec dans : - Legends of Tomorrow (série télévisée) - Better Things (série télévisée) - La Diplomate (série télévisée) - L'Effet veuf (en) - Caroline Jacquin dans : - Inspecteur Lewis (série télévisée) - Les mauvais esprits - Cathy Cerdà dans : - Mamma Mia! Here We Go Again - Notre Noël à la ferme Et aussi - Anne Jolivet dans Nanny McPhee - Josiane Pinson dans Hercule Poirot (série télévisée) - Colette Venhard dans Absolutely Fabulous, le film - Anne Plumet dans Sacrées Momies (voix) - Annie Le Youdec dans Love Again : un peu, beaucoup, passionnément |